# أورلاندو إس. ميركادو
أورلاندو إس. ميركادو هو صحفي ومقدم برامج إذاعية وسياسي فلبيني، ولد في 26 يونيو 1946 في مانيلا في الفلبين. انتخب عضو مجلس الشيوخ الفلبيني.